# Масіс
Масі́с (вірм. Մասիս) — місто у Вірменії в марзі (області) Арарат, розташоване на лівому березі річки Раздан, на відстані 14 км на південь від Єревана.
Масіс — найбільший залізничний вузол Вірменії, що обслуговує столицю Вірменії — Єреван. Щоденно через станцію проходить 1 пасажирський, 8 приміських та велика кількість вантажних поїздів.

## Відомі уродженці
В Масісі у 1974 році народився Армен Назарян — перший олімпійський чемпіон незалежної Вірменії (1996). Ще одну золоту (2000) і одну бронзову (2004) олімпійські медалі здобув, виступаючи за збірну Болгарії.